# Titularbistum Sebaste in Palaestina
Sebaste in Palaestina ist ein Titularbistum der römisch-katholischen Kirche.
Sebaste ist ein anderer Name der antiken Stadt Samaria (hebräisch שומרון/ Shomron), die seit 876 v. Chr. die Hauptstadt des Königreiches Israel war. Sie liegt in Zentralpalästina, nicht weit von der modernen Stadt Nablus, dem antiken Sichem, auf einem etwa 90 m hohen Hügel. 
| Titularbischöfe von Sebaste in Palaestina            | |                    |                   |
| Name                                                 | Amt | von                | bis               |
| Everhard von Westerheim                              | OP, Weihbischof in Münster, Weihbischof im Erzbistum Köln, Weihbischof in Konstanz                                                                                          | 26. Januar 1362    | 5. Dezember 1392  |
| Burcardus                                            | Weihbischof in Freiburg | 1420               | 1428              |
| Eberhardus                                           | Weihbischof in Würzburg | 1420               | ?                 |
| Heinrich Woggersin                                   | | 1436               | 1440              |
| Sante/Sancio                                         | war von 1420 bis 1431 Bischof von Orte, von 1431 bis 1433 Bischof von Ciudad Rodrigo, von 1433 bis 1434 Bischof von Minervino Murge, und von 1434 bis 1441 Bischof von Bova | 22. September 1441 | ?                 |
| Burchard Tuberpflug                                  | OP | 18. September 1471 | 1428              |
| Nicolas                                              | OP | 1477               | ?                 |
| Hermann von Rethem                                   | OP | 30. Januar 1482    | ?                 |
| Guillaume Gaillard                                   | | 26. August 1485    | ?                 |
| Rodrigo de San Martín                                | OSA | 27. Januar 1486    | ?                 |
| Gerald                                               | OSA | 24. Mai 1493       | ?                 |
| Josse de Valle de Mechlinia                          | OP | 13. Februar 1495   | ?                 |
| Antonio de Garay                                     | OFM | 20. Dezember 1497  | ?                 |
| Zaccaria Ferreri                                     | OSB | 1518               | 1524              |
| Theodericus                                          | | 1524               | ?                 |
| Paolo Giovio                                         | ab 1560 Bischof von Nocera de Pagani | 29. November 1560  | Dezember 1560     |
| Barthelmy Butler                                     | | 11. Januar 1621    | ?                 |
| Johannes Sternenberg                                 | Weihbischof in Münster | 1647               | ?                 |
| Nicola Terzago                                       | Weihbischof in Ostia (Italien), 1725 Bischof von Narni | 24. Januar 1718    | 29. Januar 1725   |
| Antonio Maria Santoro                                | OM, Weihbischof in Sabina (Italien), 1732 Bischof von Ravello e Scala | 21. März 1725      | 9. Juni 1732      |
| Eustachio Entreri                                    | OM, Weihbischof in Sabina (Italien), 1738 Bischof von Nicotera | 21. Juli 1732      | 3. März 1738      |
| Deodato Baiardi                                      | OSH, Weihbischof in Sabina (Italien) | 3. März 1738       | 18. Dezember 1747 |
| Mathias Franz Graf von Chorinsky Freiherr von Ledske | Weihbischof in Olmütz (Mähren), 1777 Bischof von Brünn | 11. September 1769 | 15. Dezember 1777 |
| August Franz von Strauß                              | Weihbischof in Mainz (Deutschland) | 1. Juni 1778       | September 1782    |
| Giovanni Baptista Santonini                          | 1785 Titularbischof von Famagusta | 18. Juli 1783      | 27. Juni 1785     |
| Domenico de Jorio                                    | | 19. Dezember 1785  | 9. Mai 1804       |
| Karl Adalbert von Beyer                              | OPraem, Weihbischof in Köln (Deutschland) | 3. Juli 1826       | 21. April 1842    |
| James Sharples                                       | Apostolischer Koadjutorvikar von Lancashire District (Vereinigtes Königreich)                                                                                               | 11. August 1843    | 11. August 1850   |
| Marie-Jean-François Allard                           | OMI, Apostolischer Vikar von Natal (Südafrika), 1874 Titularbischof von Tharona                                                                                             | 31. Januar 1851    | 23. Juni 1874     |
| Giacomo Corna-Pellegrini                             | Koadjutorbischof von Brescia (Italien), 1883 Bischof von Brescia | 31. März 1875      | 1. Dezember 1883  |
| Alessio Maria Biffoli                                | OSM, Koadjutorbischof von Fossombrone (Italien) | 24. März 1884      | 13. April 1884    |
| Basilio Leto                                         | emeritierter Bischof von Biella (Italien) | 15. Januar 1886    | 15. Februar 1896  |
| Gaspare Bova                                         | Weihbischof in Palermo (Italien) | 10. Oktober 1896   | 19. August 1920   |
| Patrick Joseph James Keane                           | Weihbischof in Sacramento (USA) | 10. September 1920 | 17. März 1922     |
| Antonio Lippolis                                     | Weihbischof in Ugento (Italien) | 22. Oktober 1924   | 23. Dezember 1924 |
| Alessandro de Giorgi                                 | | 13. August 1926    | 27. November 1935 |
| Nicola Jezzoni                                       | emeritierter Bischof von Valva und Sulmona (Italien) | 18. Juli 1936      | 2. Mai 1938       |
| Francesco Maria Berti                                | OFMConv, emeritierter Bischof von Amelia (Italien) | 1. Juli 1938       | 22. Februar 1944  |
| Francesco Bottino                                    | OFM, Weihbischof in Turin (Italien) | 13. Dezember 1947  | 20. März 1973     |
| Guerino Dominique Picchi                             | OFM, Apostolischer Vikar von Aleppo (Syrien) | 20. Juni 1980      | 19. Juli 1997     |

## Belege
- Eintrag zu Sebaste in Palaestina auf catholic-hierarchy.org
- Apostolische Nachfolge – Titularsitze